# Finlandia en los Juegos Olímpicos de Helsinki 1952
Finlandia estuvo representada en los Juegos Olímpicos de Helsinki 1952 por un total de 258 deportistas que compitieron en 18 deportes.  
El portador de la bandera en la ceremonia de apertura fue el atleta Väinö Suvivuo.

## Medallistas
El equipo olímpico finlandés obtuvo las siguientes medallas:
| Nombre | Deporte            | Competición                     |
| --- | ------------------ | ------------------------------- |
| Oro |                    |                                 |
| Pentti Hämäläinen | Boxeo              | Gallo (54 kg) M                 |
| Kelpo Gröndahl | Lucha grecorromana | 87 kg M                         |
| Thorvald Strömberg | Piragüismo         | K1 10 000 m M                   |
| Kurt Wires Yrjö Hietanen                                                                                                   | Piragüismo         | K2 1000 m M                     |
| Kurt Wires Yrjö Hietanen                                                                                                   | Piragüismo         | K2 10 000 m M                   |
| Sylvi Saimo | Piragüismo         | K1 500 m F                      |
| Plata |                    |                                 |
| Kalervo Rauhala | Lucha grecorromana | 79 kg M                         |
| Thorvald Strömberg | Piragüismo         | K1 1000 m M                     |
| Vilho Ylönen | Tiro               | Rifle en tres posiciones 50 m M |
| Bronce |                    |                                 |
| Toivo Hyytiäinen | Atletismo          | Jabalina M                      |
| Erkki Pakkanen | Boxeo              | Ligero (60 kg) M                |
| Erkki Mallenius | Boxeo              | Súperligero (63,5 kg) M         |
| Harry Siljander | Boxeo              | Semipesado (81 kg) M            |
| Ilkka Koski | Boxeo              | Pesado (+81 kg) M               |
| Paavo Aaltonen Kalevi Laitinen Onni Lappalainen Kaino Lempinen Berndt Lindfors Olavi Rove Heikki Savolainen Kalevi Viskari | Gimnasia artística | Concurso completo por eqs. M    |
| Leo Honkala | Lucha grecorromana | 52 kg M                         |
| Tauno Kovanen | Lucha grecorromana | +87 kg M                        |
| Olavi Mannonen Lauri Vilkko Olavi Rokka                                                                                    | Pentatlón moderno  | Equipo M                        |
| Olavi Ojanperä | Piragüismo         | C1 1000 m M                     |
| Veikko Lommi Kauko Wahlsten Oiva Lommi Lauri Nevalainen                                                                    | Remo               | Cuatro sin timonel (M4-) M      |
| Tauno Mäki | Tiro               | Blanco móvil M                  |
| Ernst Westerlund Paul Sjöberg Ragnar Jansson Jonas Konto Rolf Turkka                                                       | Vela               | 6 Metre M                       |